# Box-office des films en prises de vues réelles produits par les Studios Disney
Cet article présente le box-office des longs métrages en prises de vues réelles produits par les studios Walt Disney Pictures.

## Box-office France
| Rang | Titre                                             | Année | Entrées   |
| ---- | ------------------------------------------------- | ----- | --------- |
|      | Pirates des Caraïbes : Le Secret du coffre maudit | 2006  | 6 657 405 |
|      | Pirates des Caraïbes : Jusqu'au bout du monde     | 2007  | 5 763 630 |
|      | Pirates des Caraïbes : La Fontaine de jouvence    | 2011  | 4 755 984 |
|      | Alice au pays des merveilles                      | 2010  | 4 536 669 |
|      | Les 101 Dalmatiens                                | 1996  | 4 050 145 |
|      | Le Monde de Narnia : Le Prince Caspian            | 2008  | 3 118 535 |
|      | Il était une fois...                              | 2007  | 2 799 204 |
|      | Prince of Persia : Les Sables du temps            | 2010  | 2 169 122 |
|      | Benjamin Gates et le Livre des secrets            | 2008  | 1 989 237 |
|      | High School Musical 3 : Nos années lycée          | 2008  | 1 934 664 |
|      | L'Apprenti sorcier                                | 2010  | 1 690 662 |
|      | Le Monde fantastique d'Oz                         | 2013  | 1 574 787 |
|      | Mission-G                                         | 2009  | 1 410 903 |
|      | Tron : L'Héritage                                 | 2011  | 1 215 956 |
|      | Le Secret de Terabithia                           | 2007  | 1 036 507 |
|      | John Carter                                       | 2012  | 992 287   |
|      | Antartica, prisonniers du froid                   | 2006  | 526 732   |
|      | Hannah Montana, le film                           | 2009  | 389 395   |
|      | Histoires enchantées                              | 2008  | 388 525   |
|      | Le Chihuahua de Beverly Hills                     | 2008  | 212 448   |
|      | Maxi papa                                         | 2008  | 111 031   |
|      | Raymond                                           | 2006  | 36 219    |